# Bilderbergconferentie 1958

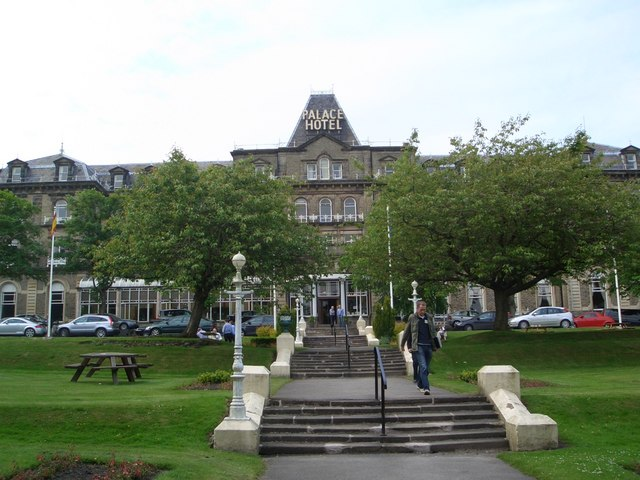
Het Palace Hotel in Buxton

De Bilderbergconferentie van 1958 werd gehouden van 13 t/m 15 september 1958 in het Palace Hotel in Buxton, Groot-Brittannië. Vermeld zijn de officiële agenda indien bekend, alsmede namen van deelnemers indien bekend. Achter de naam van de opgenomen deelnemers staat de hoofdfunctie die ze op het moment van uitnodiging uitoefenden.

## Agenda
- The future of NATO Defense. (De toekomst van de Navo Defensie)
- Western economic co-operation, with special reference to the political consequences of the existence of separate currency areas within the Western world and to the Soviet economic challenge in the underdeveloped countries. (Economische samenwerking in het Westen, met speciale aandacht voor politieke consequenties van het naast elkaar bestaan van verschillende valuta-gebieden binnen de Westerse wereld en de econimische uitdaging van de Sovjet-Unie in onderontwikkelde landen)
- The Western approach to Soviet Russia and Communism. (De Westerse benadering ten aanzien van de Sovjet-Unie en het communisme)

### Deelnemers
- Nederland - Prins Bernhard, prins-gemaal, Nederland, voorzitter
- Nederland - Pieter Blaisse, Nederlands hoogleraar internationaal recht, TU Delft
- Nederland - Paul Rijkens, president Unilever
- Polen - J.H. Retinger (Hon. Secretary)
- Verenigde Staten - Jo. E. Johnson (Hon. Secretary in de V.S.)
- Duitsland - Herman J. Abs
- Verenigde Staten - Dean Acheson, voormalig minister van Buitenlandse Zaken
- Italië - Giovanni Agnelli, industrieel
- Verenigde Staten - G.W. Ball, advocaat bij Cleary, Gottlieb, Friendly and Ball
- Verenigde Staten - Walworth Barbour
- Frankrijk - Wilfred Baumgartner
- Verenigd Koninkrijk - Edward Beddington-Behrens
- Duitsland - Berthold Beitz, directeur van Krupp
- Duitsland - Fritz Berg, voorzitter van het Bundesverband der Deutschen Industrie (BDI)
- Turkije - Muharrem Nuri Birgi
- Duitsland - James C. Boden
- Zweden - Erik Boheman
- Duitsland - Max Brauer, burgemeester van Hamburg
- Verenigde Staten - Randolph W. Burgess
- België - Lewis Camu
- Italië - Guido Carli
- Verenigde Staten - Clifford P. Case
- Verenigd Koninkrijk - Victor Cavendish-Bentinck, 9e hertog van Portland
- Verenigd Koninkrijk - Sir Ralph Cochrane, Air Chief Marshal RAF
- Duitsland - Erich Dethleffsen
- Duitsland - Fritz Erler, socialistisch parlementslid
- Verenigde Staten - John Ferguson, advocaat bij Cleary, Gottlieb, Friendly and Ball
- Verenigd Koninkrijk - H.T.N. Gaitskell, minister van Economische Zaken
- Canada - Walter L. Gordon, liberaal parlementslid
- Verenigd Koninkrijk - Joseph Grimond, liberaal parlementslid
- Verenigd Koninkrijk - Colin Gubbins, voormalig commandant van SOE
- Duitsland - Walter Hallstein eerste Voorzitter van de Europese Commissie
- Verenigde Staten - Joseph C. Harsch, NBC
- Verenigde Staten - Gabriel Hauge
- Verenigd Koninkrijk - Denis Healey, liberaal parlementslid
- Verenigde Staten - Michael A. Heilperin, econoom
- Verenigde Staten - H. J. Heinz II, directeur H.J. Heinz Company
- Noorwegen - Leif Hoegh, bankier
- Verenigde Staten - C.D. Jackson, president van Time Inc.
- Verenigd Koninkrijk - David Maxwell Fyfe, the Viscount Kilmuir, minister van Justitie
- Nederland - E.N. van Kleffens, minister van Buitenlandse Zaken
- Verenigd Koninkrijk - Edward George William Tyrwhitt Knollys, 2nd Viscount Knollys
- Denemarken - Ole B. Kraft, voormalig minister van Buitenlandse Zaken
- Denemarken - Thorkil Kristensen, econoom, voormalig minister van financiën
- Italië - Giovanni F. Malagodi, liberaal parlementslid
- Verenigde Staten - John J. McCloy, advocaat, bankier, en lid van commissie van wijze mannen van de NAVO
- Verenigde Staten - Geo. C. McGhee, diplomaat
- Verenigde Staten - Philip E. Mosely
- België - Roger Motz, liberaal politicus
- Duitsland - Rudolf Müller, politicus
- Verenigde Staten - Alfred C. Neal
- Verenigde Staten - George Nebolsine, advocaat
- Verenigde Staten - Paul H. Nitze, hoge functionaris bij het ministerie van defensie
- Verenigd Koninkrijk - David Ormsby-Gore, diplomaat
- Nederland - P.F.S. Otten, president-directeur van Philips
- Griekenland - P.N. Pipinelis, diplomaat
- Italië - Alberto Pirelli, directeur van Pirelli
- Italië - Pietro Quaroni, voorzitter van Radiotelevisione Italiana
- Verenigd Koninkrijk - Sir Alfred Roberts, handelaar (vader van Margaret Thatcher)
- Verenigde Staten - David Rockefeller, bankier en filantroop
- Verenigde Staten - Michael Ross
- Frankrijk - Jacques Rueff, econoom
- Duitsland - Carlo Schmidt
- Verenigde Staten - C.V.R. Schuyler, generaal, commandant van SHAPE
- Verenigd Koninkrijk - J.L.S. Steele, voorzitter van de British International Chamber of Commerce
- Denemarken - Terkel M. Terkelson, hoofdredacteur
- Verenigd Koninkrijk - Henry Tiarks, industrieel, directeur van Securicor
- Nederland - Evert Vermeer, partijvoorzitter van de PvdA
- Zweden - Marc Wallenberg, bankier uit de Wallenbergfamilie
- Duitsland - Otto Von Amerongen, Voorzitter raad van toezicht van Otto Wolff A.G.
- België - Paul van Zeeland, voormalig premier
- Verenigde Staten - J.D. Zellerbach

1954 ·
1955 (1) ·
1955 (2) ·
1956 ·
1957 (1) ·
1957 (2) ·
1958 ·
1959 ·
1960 ·
1961 ·
1962 ·
1963 ·
1964 ·
1965 ·
1966 ·
1967 ·
1968 ·
1969 ·
1970 ·
1971 ·
1972 ·
1973 ·
1974 ·
1975 ·
(1976) ·
1977 ·
1978 ·
1979 ·
1980 ·
1981 ·
1982 ·
1983 ·
1984 ·
1985 ·
1986 ·
1987 ·
1988 ·
1989 ·
1990 ·
1991 ·
1992 ·
1993 ·
1994 ·
1995 ·
1996 ·
1997 ·
1998 ·
1999 ·
2000 ·
2001 ·
2002 ·
2003 ·
2004 ·
2005 ·
2006 ·
2007 ·
2008 ·
2009 ·
2010 ·
2011 ·
2012 ·
2013 ·
2014 ·
2015 ·
2016 ·
2017 ·
2018 ·
2019 ·
2020 ·
2021 ·
2022 ·
2023